# غریبه (فیلم ۲۰۲۲)
غریبه (به انگلیسی: The Stranger) یک فیلم جنایی و دلهره‌آور روان‌شناختی محصول سال ۲۰۲۲ سینمای استرالیا به نویسندگی و کارگردانی توماس ام. رایت با بازی جوئل اجرتون و شان هریس است. این فیلم بر اساس کتاب غیرداستانی نیش: عملیات مخفی ساخته شده‌است، این فیلم تحقیقات یک پرونده کودک ربایی را با پلیس مخفی دنبال می‌کند. افسر (اجرتون) در یک عملیات ضربتی که وظیفه دارد با مظنون اصلی (هریس) نزدیک شود و با او دوست شود.
این فیلم در ۶ اکتبر ۲۰۲۲ در استرالیا اکران شد و در ۱۹ اکتبر در سراسر جهان از طریق نتفلیکس پخش شد. این فیلم نقدهای مثبتی از سوی منتقدان دریافت کرد.

## داستان
این فیلم براساس داستانی واقعی روایت شده و در مورد دو مرد غریبه به نام‌های هنری و مارک است که در هواپیما با هم آشنا شده و گفتگوی آن‌ها در نهایت به دوستی منجر می‌شود. اما هیچ‌یک از آن‌ها آنطور که در ظاهر به نظر می‌رسند، نبوده و هر کدام رازهایی را پنهان می‌کنند که در نهایت آن‌ها را نابود می‌کند و…

## تولید
تصویربرداری اصلی این فیلم در ۲۹ اکتبر ۲۰۲۰ در استرالیا آغاز شد.

## بازخوردها
در سایت راتن تومیتوز بر اساس رای ۲۸ منتقد داری ۹۳ درصد تایدیه و امتیاز ۷٫۹ از ۱۰ است.